# Anoeme gahani
Anoeme gahani är en skalbaggsart som beskrevs av Jordan 1894. Anoeme gahani ingår i släktet Anoeme och familjen långhorningar. Inga underarter finns listade i Catalogue of Life.